# Marguerite Broquedis

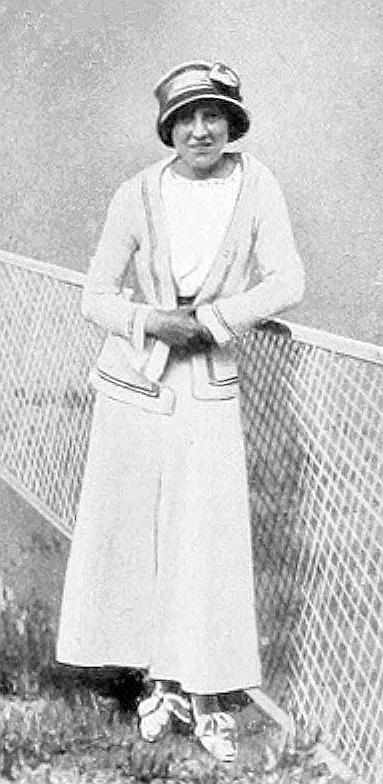
Marguerite Broquedis 1912-ben

Marguerite Marie Broquedis-Billout ( Pau, 1893. április 17. – Orléans, 1983. április 23.) olimpiai bajnok francia teniszezőnő.

## Pályafutása
Két érmet szerzett a Stockholmban rendezett, 1912. évi nyári olimpiai játékokon. Megnyerte az egyéni értékelést, miután a döntőben legyőzte a német, Dora Köringet. A vegyes páros küzdelmeken Albert Canet társaként lett bronzérmes. Két alkalommal nyerte meg a Roland Garrost.

## Főbb sikerei
- Roland Garros
  - Egyéni bajnok: 1913, 1914
  - Egyéni döntős: 1910, 1911, 1920
  - Vegyes párosban bajnok: 1927